# 克里什那·梅农

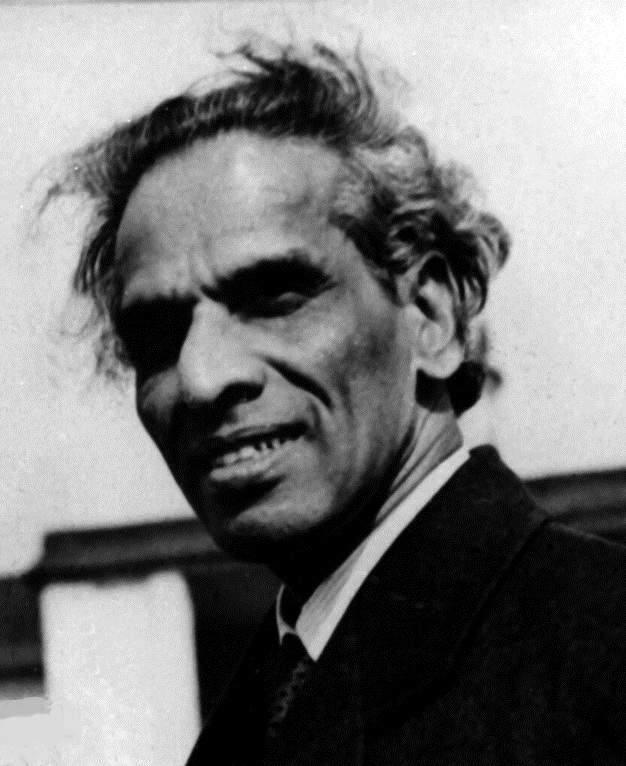
克里什那·梅农

克里什那·梅农（Vengalil Krishnan Krishna Menon  1896年5月3日—1974年10月6日）印度民族主义者、外交官、政治家，当时权力仅次于印度总理贾瓦哈拉尔·尼赫鲁。

## 生平
他曾领导印度独立运动，主张支持苏联并发起了不结盟运动，后担任印度国防部长，参与收复果阿和中印边境战争，战争失利后辞职。